# Maurice-Alphonse-Alfred Burtaire
Maurice-Alphonse-Alfred Burtaire, francoski general, * 7. oktober 1883, † 8. december 1964.